# メレオロジー
メレオロジー（英語: mereology）とは、数理論理学・言語学・哲学の専門用語で、部分と全体の関係（part-whole relation）を扱う理論・視座のこと。もともとはスタニスワフ・レシニェフスキが数理論理学の文脈で用いた造語だが、のちにそこから派生して様々な文脈で用いられるようになった。語源は古典ギリシア語で「部分」を意味する「メロス」（μέρος）から。形容詞形は「メレオロジー的」「メレオロジカルな」（mereological）。

## 数理論理学
20世紀初頭ポーランドのレシニェフスキが、数学基礎論・数学の哲学の文脈で「メレオロジー」を提唱した。この場合のメレオロジーは集合論と対比される。20世紀中期米国のグッドマンやクワインもメレオロジーを論じた。

## 言語学
言語学における意味論（語彙意味論）の文脈で、単語間の階層関係についての説明として、メレオロジーを念頭に「メロニミー」（meronymy）または「メロノミー」（meronomy）という用語で総称される単語群がある。例えば「車」にとっての「車輪」がこれにあたる。メロニミーは、「ハイポニミー」（hyponymy）すなわち「車」にとっての「バス」と対比される。また、「ホロニミー」（holonymy）すなわち「車輪」にとっての「車」とも対比される。メロニミーと関連する用語として、換喩（メトニミー）や提喩（シネクドキ）といった修辞技法の用語がある。
また、言語学における形式意味論および哲学における言語哲学の文脈で、英語における不可算名詞（mass noun、質量名詞、物質名詞）や複数（plural）についての説明の仕方の一つとしてメレオロジーが用いられることもある。それと関連して、「質量名詞仮説」（mass noun hypothesis）という仮説がある。すなわち、日本語・朝鮮語・中国語といった、文法上の数をもたない代わりに助数詞をもつ言語について、これらの言語はすべての名詞が不可算名詞であり、後述の一元論のように世界を捉えている、とする仮説である。この仮説は、1968年のクワインによって、「ガヴァガイ」で知られる翻訳の不確定性と関連して提唱された。しかしその後、1990年代の飯田隆によって否定され、クワイン自身もその否定を受け容れている。

## 哲学
主に現代の分析形而上学において様々な文脈で論じられる。わかりやすい応用例・喩え話として、「砂山のパラドックス」「テセウスの船」「粘土と像」（statue and lump of clay）、「ティブルスのパラドックス」（Tibbles, 猫のティブルス）、「1001匹の猫のパラドックス」、『ミリンダ王の問い』の冒頭などがある。
主な論点・トピックとして以下がある。
- 部分とは何か、全体とは何か、部分と全体の関係、部分同士の関係とは何か
- 全部分（部分の総和・総体）と全体との関係とは何か。「全体は部分の総和にすぎない[16]」のか、それとも「全体は部分の総和以上のものである」（ホーリズム）のか。
- 「全体は部分の総和にすぎない」ならば、あらゆるものは人間が作り出したまぼろし、名前だけの存在であり、この世には何ものも実在しない（メレオロジー的虚無主義、mereological nihilism）[17]。何ものかが実在するとしても、それは極めて単純なもの（simple）、すなわち無数の最小不可分な原子だけである（原子論）。もしくは無数の原子というより一個のひたすら巨大な「どろどろねばねばの塊[18]」としての世界だけである（一元論、ブロブ、blob、blobject）。もしくは原子ですら無い無限に分割可能な「ずぶずぶの底なし沼[18]」としての世界だけである（多元論、ガンク、gunk、atomless gunk）
- ものの同一性（通時的同一性）が、部分の増減・変化を受けても「持続する」（persistence）ということについての諸説。例えば、ものにとっての時間もまた部分の一種（時間的部分、temporal parts）であるとみなし、それにより、ものの同一性を三次元ではなく四次元の観点から説明する説（四次元主義、four-dimensionalism）。四次元主義は、延続主義（延続説、perdurantism）と重なる。四次元主義・延続主義は、耐続主義（耐続説、endurantism）・三次元主義（three-dimensionalism）・メレオロジー的本質主義、mereological essentialism）と対比される。
- 部分が全体を「構成する」（複合的なものを作る、composition）ということについての諸説。例えば、どんなものでも部分になって任意の全体（メレオロジー的和、mereological sum）を無制限に作ることができる（メレオロジー的普遍主義、universalism）のか、無制限に作ることはできない（メレオロジー的制限主義、restrictivism）のか。
- クラスや類種関係、現代普遍論争（problem of universals）、抽象的対象全般といった、他のトピックへのメレオロジーの応用

また、哲学史研究の視座の一つとしてメレオロジーが応用されることもある。例えば、古代ギリシア哲学において「メロス」（部分）は「ホロン」（全体、男性形: ホロス、ὅλος）や「パン」（総て、πᾶν）や「ストイケイオン」（構成要素・元素、στοιχεῖον）などと一緒に言及されており、プラトンやアリストテレスにおいても言及されている。アリストテレスは類種関係をメレオロジーと結びつけている。その他、ソクラテス以前の哲学者・古代原子論者や、トマス・アクィナスなどの西洋中世哲学、フッサールの現象学（いわゆる大陸哲学）、ライプニッツやホワイトヘッドの思想のうちにメレオロジーが見出されることもある。さらに、『ミリンダ王の問い』冒頭の「ナーガセーナ」と「車」の喩えなどの仏教思想や、ニヤーヤ学派とヴァイシェーシカ学派の思想、諸子百家の『荘子』「丘里之言」章や名家の思想といった、東洋哲学のうちにメレオロジーが見出されることもある。

## 関連文献
- Mumford, Stephen (2012), Metaphysics: A Very Short Introduction, オックスフォード大学出版局, ISBN 978-0199657124
  - スティーヴン・マンフォード 著、秋葉剛史、北村直彰 訳『哲学がわかる 形而上学』岩波書店、2017年。ISBN 978-4000612401。
- Sider, Theodore (2002), Four Dimensionalism: An Ontology of Persistence and Time, Clarendon Press, ISBN 978-0199244430
  - セオドア・サイダー 著 / 中山康雄 監訳 / 小山虎、齋藤暢人、鈴木生郎 訳『四次元主義の哲学 持続と時間の存在論』春秋社〈現代哲学への招待〉、2007年。ISBN 978-4393323137。
- 飯田隆『日本語と論理　哲学者、その謎に挑む』NHK出版新書、2019年。ISBN 978-4140886007。
- 大畑浩志「時間論入門 第2回 変化とは何か—延続説・耐続説・段階説—」『フィルカル4(2) 分析哲学と文化をつなぐ』株式会社ミュー、2019年。ISBN 978-4943995227。
- 加地大介『穴と境界 存在論的探究 増補版』春秋社〈現代哲学への招待〉、2023年（原著2008年）。ISBN 9784393329078。
- 柏端達也『現代形而上学入門』勁草書房、2017年。ISBN 978-4326154494。
- 柏端達也、青山拓央、谷川卓 編訳『現代形而上学論文集』勁草書房、2006年。ISBN 978-4326199488
- 倉田剛『現代存在論講義 I ファンダメンタルズ』新曜社、2017年4月。ISBN 978-4788515185。
- 倉田剛『現代存在論講義 II 物質的対象・種・虚構』新曜社、2017年10月。ISBN 978-4788515444。
- 鈴木生郎、秋葉剛史、谷川卓、倉田剛『ワードマップ現代形而上学』新曜社、2014年。ISBN 978-4788513662。
- 中村隆文『カラスと亀と死刑囚 パラドックスからはじめる哲学』ナカニシヤ出版、2016年。ISBN 9784779510915。
- 中山康雄『言語哲学から形而上学へ: 四次元主義哲学の新展開』勁草書房、2019年。ISBN 978-4326154623。
- 松田毅 編『部分と全体の哲学: 歴史と現在』春秋社、2014年。ISBN 978-4393323595。
  - 茶谷直人「アリストテレスにおける「部分」と「全体」」 / 加藤雅人「中世とトマス・アクィナス」 / ヘルベルト・ブレーガー 著、稲岡大志 訳「ライプニッツ哲学における全体と部分」 / 松田毅「フッサール現象学とメレオロジー」 / 中山康雄「四次元主義の存在論と認識論」 / 松田毅「ヴァン・インワーゲンの「生命」」 / 加地大介「虹と鏡像の存在論」 / 長坂一郎「機能のオントロジー」 / 齋藤暢人「メレオロジーの論理学」
- 村田純一、小野基 著「全体／部分」、廣松渉ほか 編『岩波哲学・思想事典』岩波書店、1998年、959f頁。ISBN 9784000800891。
- 横路佳幸『同一性と個体』慶應義塾大学出版会、2021年。ISBN 9784766427608。